# Macleania salapa
Macleania salapa là một loài thực vật có hoa trong họ Thạch nam. Loài này được (Benth.) Hook. f. ex Hoerold mô tả khoa học đầu tiên năm 1909.